# Élisabeth la Coumane
Élisabeth la Coumane (en hongrois Kun Erzsébet, 1240 – entre 1290 et 1295) est une reine de Hongrie, épouse d'Étienne V de Hongrie et mère de Ladislas IV de Hongrie.

## Biographie
Elle est la fille d'un Khagan couman (du clan Terter (en)) dont on ignore l'identité précise, mais dont les historiens supposent être Kuthen Khagan ou Szejhán (Zeihan). En 1254, elle épousa Étienne V de Hongrie. Lorsque celui-ci prit en 1262 le titre de roi « mineur » (en latin rex iunior), Élisabeth fit de même. En 1270, Étienne V fut couronné roi, et elle reine.
Après la mort subite de son mari en 1272, elle obtint le pouvoir en tant que tutrice de Ladislas IV de Hongrie encore enfant, mais ne parvint pas à freiner ou à contrebalancer le pouvoir des oligarques de la noblesse. En 1273, Finta Aba la captura et l'enferma au château de Turóc. En 1274, elle fut à nouveau capturée à Buda. Après sa libération, elle gouverna entre 1280 et 1284 les banats de Macsó et de Bosnie, et porta à partir de 1282 le titre de « princesse de toute la Slavonie » (en latin ducissa totius Sclavonie).
Elle était en litige constant avec son fils et avec différentes factions d'oligarques. Son conseiller personnel était Joachim Gutkeled (es).
Après la mort de son fils Ladislas IV en 1290, elle ne joua plus de rôle politique. Elle fut enterrée auprès de son mari Étienne V dans l'abbaye dominicaine de l'île aux Lièvres.

## Enfants
- Catherine (environ 1256 - après 1314). Elle épouse Stefan Dragutin, roi de Serbie (elle est la mère de Stefan Vladislav II, ban de Syrmie) ;
- Marie (1257 - 1323). Elle épouse Charles II d'Anjou, roi de Naples (elle est la grand-mère du roi Charles Robert de Hongrie) ;
- une fille ;
- Bienheureuse Élisabeth la Veuve (en) (boldog Erzsébet özvegy, avant 1262 - entre 1323 et 1326). Elle épouse d'abord Záviš de Falkenstein (de), seigneur de Rosenberg, puis Stefan Uroš II Milutin, roi de Serbie ;
- Anne (environ 1260 - environ 1281). Elle épouse Andronic II Paléologue, empereur byzantin ;
- Ladislas IV de Hongrie (1262 - 1290). Il épouse Isabelle d'Anjou, princesse royale de Naples ;
- André (András, 1268 - 1278).